# Duikondersteuningsvaartuig

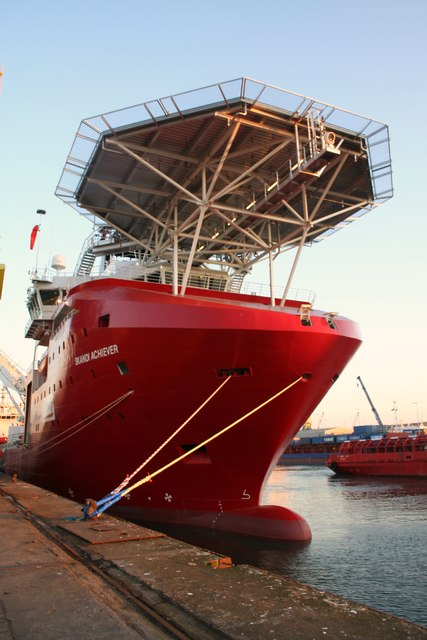
DSV Skandi Achiever in Aberdeen

Een duikondersteuningsvaartuig (Diving Support Vessel, DSV) is een schip dat gebruikt wordt om professionele duikprojecten te ondersteunen.

## Geschiedenis
Commerciële DSV's doken voor het eerst op in de jaren 1960 en 1970 nadat in de Noordzee en de Golf van Mexico de vraag steeg naar het uitvoeren van duikwerkzaamheden om en rond olieproductieplatforms en de daaraan gekoppelde installaties. Voordien werden de meeste duikoperaties uitgevoerd vanaf mobiele olieboorplatforms, pijpenleggers en kraanschepen.
Wanneer permanente olie- en gasproductieplatforms hun intrede maakten, waren schipeigenaars en operators niet happig om extra dekruimte te voorzien voor duikinstallaties. Naar hun opinie was de behoefte daarvoor niet groot genoeg.
Apparatuur en machines raakten echter defect of beschadigd, waardoor er een regelmatige, continue nood was aan duikoperaties om en rond olievelden. Dit probleem werd opgelost door het installeren van duikmateriaal aan boord van schepen. In het begin werden deze duikmaterialen enkel op Oil Supply Vessels en visserschepen geïnstalleerd maar omdat deze schepen moeilijk te positioneren zijn, vooral tijdens zwaar weer, verliepen de duikwerkzaamheden niet altijd zonder gevaar.
Vanaf dit moment nam de commerciële DSV zijn intrede.

## Componenten
De sleutelcomponenten van een Diving Support Vessel zijn:
- Dynamic positioning: Dit systeem wordt gecontroleerd door een computer die zijn input krijgt van positie referentie systemen (DGPS, Transponders, RadaScan). Dit systeem zorgt ervoor dat het schip tijdens de duikwerkzaamheden zijn positie zal behouden door het gebruik van multidirectionele schroeven. De stromingen, het getij en de wind worden op hun beurt gecompenseerd door andere sensoren.

- Saturation Diving System: Voor duikoperaties onder 50m is er een mengsel van helium en zuurstof (heliox) nodig om het narcotische effect van stikstof onder druk tegen te gaan. Voor deze duikoperaties wordt saturation diving verkozen. Het saturatie systeem wordt binnenin het schip geïnstalleerd en een duikbel moet zorgen voor het transport van de duikers tussen saturation system en werkgebied. Hiervoor is een 'moon pool' in de bodem van het schip voorzien. Ook is er een ondersteunende structuur geïnstalleerd die de duikbel stabiel zal houden in het turbulente water aan het oppervlak.